# Melinna profunda
Melinna profunda är en ringmaskart som beskrevs av Augener 1906. Melinna profunda ingår i släktet Melinna och familjen Ampharetidae. Inga underarter finns listade i Catalogue of Life.